# جاكي والاس
جاكي والاس (بالإنجليزية: Jackie Wallace) هو لاعب كرة قدم أمريكية أمريكي، ولد في 13 مارس 1951 في نيو أورلينز في الولايات المتحدة.

## وصلات خارجية
- جاكي والاس على موقع مرجع كرة القدم المحترفة.كوم (الإنجليزية)